# La batalla final
The Game of Lives es el tercer libro y posible última parte de la Saga Doctrina de la Mortalidad, secuela de las novelas publicada en 2013 y 2014, The Eye of Minds y The Rule of Thoughts, respectivamente. La novela fue publicada el día 10 de marzo de 2016.

## Sinopsis
Michael vivía jugando en la Red Virtual, pero los juegos que él jugaba se han convertido en realidad. Semanas atrás, introducirse en El Sueño era divertido. Ahora, todo el tiempo que Michael pasa inmerso, pone en riesgo su vida.

El juego terminó. La Doctrina de la Mortalidad -El plan maestro de Kaine- está muy cerca de concretarse, y poco a poco la línea que separa lo virtual de lo real se desvanece. Si Kaine tiene éxito, significaría la dominación total del mundo cibernético. Y tal parece que Michael, junto con sus amigos, son los únicos que pueden meter al monstruo de nuevo en la caja.